# Armatobalanus nefrens
Armatobalanus nefrens је животињска врста класе Crustacea која припада реду Thoracica. 

## Угроженост
Подаци о распрострањености ове врсте су недовољни.

## Распрострањење
Ареал врсте је ограничен на једну државу. 
Сједињене Америчке Државе су једино познато природно станиште врсте.

## Станиште
Станиште врсте су слатководна подручја. 